# HNK Orašje
HNK Orašje är en fotbollsklubb från Bosnien och Hercegovina. Klubben grundades 1966, en av de nyare klubbarna som spelat i landets högsta division. De spelar sina matcher på Gradski Stadion Orašje, som tar över 3000 personer. Lagets färger är rött och vitt. Lagets fans är kända som Red Warriors.